# Страхов, Владимир Николаевич (священник)
Владимир Николаевич Страхов (1883—1938) — священник Русской православной церкви; протоиерей, профессор.

## Биография
Родился 8 (20) июля 1883 года в семье священника в селе Рождественское-Суворово Рузского уезда Московской губернии. Окончил Звенигородское духовное училище (1897), Вифанскую духовную семинарию (1903) и Московскую духовную академию со степенью кандидата богословия (1907). был оставлен при академии профессорским стипендиатом.
В 1908 году начал служить псаломщиком в московской Успенской церкви на Могильцах. Также, до 1910 года был делопроизводителем Московского епархиального училищного совета. В 1909 году был рукоположён во диакона и священника.
С 1909 года он исполнял обязанности законоучителя во 2-й московской мужской гимназии; в 1911 году защитил магистерскую диссертацию и в декабре 1912 года был утверждён в должности законоучителя и назначен настоятелем гимназической церкви.
С 1912 года он был экстраординарным профессором Московской духовной академии по второй кафедре Священного Писания Нового Завета. Продолжал состоять штатным законоучителем и настоятелем церкви 2-й московской гимназии. С 1922 года — ректор академии. Одновременно, с 1917 года был священником Троицкой в Листах церкви, был её настоятелем до 1930 года. В 1919—1930 годах был проректором Московских академических курсов.
В доме Страхова (Охотничья улица, 5-2) жил и был арестован в 1922 году епископ Иларион (Троицкий). После появления декларации митрополита Сергия выразил несогласие с ней, сказав с амвона храма, что «правда Христова продана за чечевичную похлёбку».
Был арестован 28 декабря 1930 года по обвинению в «антисоветской агитации»; по статье 58—10 Уголовного кодекса РСФСР получил три года высылки «в Севеpный кpай» (групповое дело, «архивное дело № Н-6656. Москва, 1931 г.» и сослан в Архангельск, где ему дали направление на работу «по специальности» в театр оперетты, указав: «не всё ли равно, где тебе свое горло драть». В октябре 1935 года по ходатайству родных был переведён в более тёплую местность — в Ульяновск, где написал докторскую диссертацию. Несколько раз посетил Москву. Был арестован в декабре 1937 года, вернувшись из одной такой поездки, по т. н. «ульяновскому делу»
Был приговорён к расстрелу и расстрелян 17 февраля 1938 года (по данным книги «Симбирская Голгофа»).